# Rekspoede
Rekspoede (officieel: Rexpoëde) is een gemeente in de Franse Westhoek in het Franse Noorderdepartement (Frans: département du Nord). De gemeente ligt in Frans-Vlaanderen in de streek het Blootland, niet ver van De Schreve. Rekspoede grenst aan de gemeenten Killem, Oostkappel, Bambeke, Westkappel en Warrem. De gemeente telde op 1 januari 2022 1.984 inwoners.

## Naam
Rekspoede werd al in 1107 vermeld onder de naam Rexpouda, Rikespold en Rikespoud, afkomstig van het Germaanse Rikis Bothia. In de Flandria Illustrata van Sanderus van 1650 werd het dorpje Rexpoele genoemd. Op de kaarten en schilderijen van de kasselrijen Sint-Winoksbergen en Veurne wordt Respoue genoemd. Precies zo als het dorp nu nog wordt genoemd in het Vlaams. Officieel heet het nu in het Frans Rexpoëde met een trema, hoewel deze niet wordt uitgesproken.

## Geschiedenis
In de naloop van de religieuze spanningen en de verwoestingen van de Beeldenstorm hebben de geuzen op 25 januari 1567 de pastoor, de vicaris en de koster van het dorp vermoord. Tijdens de Franse Revolutie vonden er in Rekspoede eveneens kleine schermutselingen plaats in de periode 1791 tot 1793. In 1793 vonden er ook twee belangrijke veldslagen plaats in en rond Rekspoede die kaderen in de Eerste Coalitieoorlog. Op 21 augustus bezetten de Engels-Hannoverse troepen van maarschalk Heinrich Wilhelm von Freytag het dorpje teneinde het versterkte stadje Sint-Winoksbergen in te nemen. Deze slag werd verloren door de Franse Republikeinen (ook Sanscullotten genoemd) die zwaar in de minderheid waren. Op 6 en 7 september van hetzelfde jaar werd het dorp in de context van de Slag bij Hondschote weer ingenomen door de Fransen en werden maarschalk von Freytag en prins Adolphus, de zevende zoon van koning George III van Engeland, zelfs tijdelijk door de Fransen gevangen gezet in Rekspoede, maar zij werden weer bevrijd.

## Geografie
De oppervlakte van Rekspoede bedroeg op 1 januari 2022 13,37 vierkante kilometer; de bevolkingsdichtheid was toen 148,4 inwoners per km².

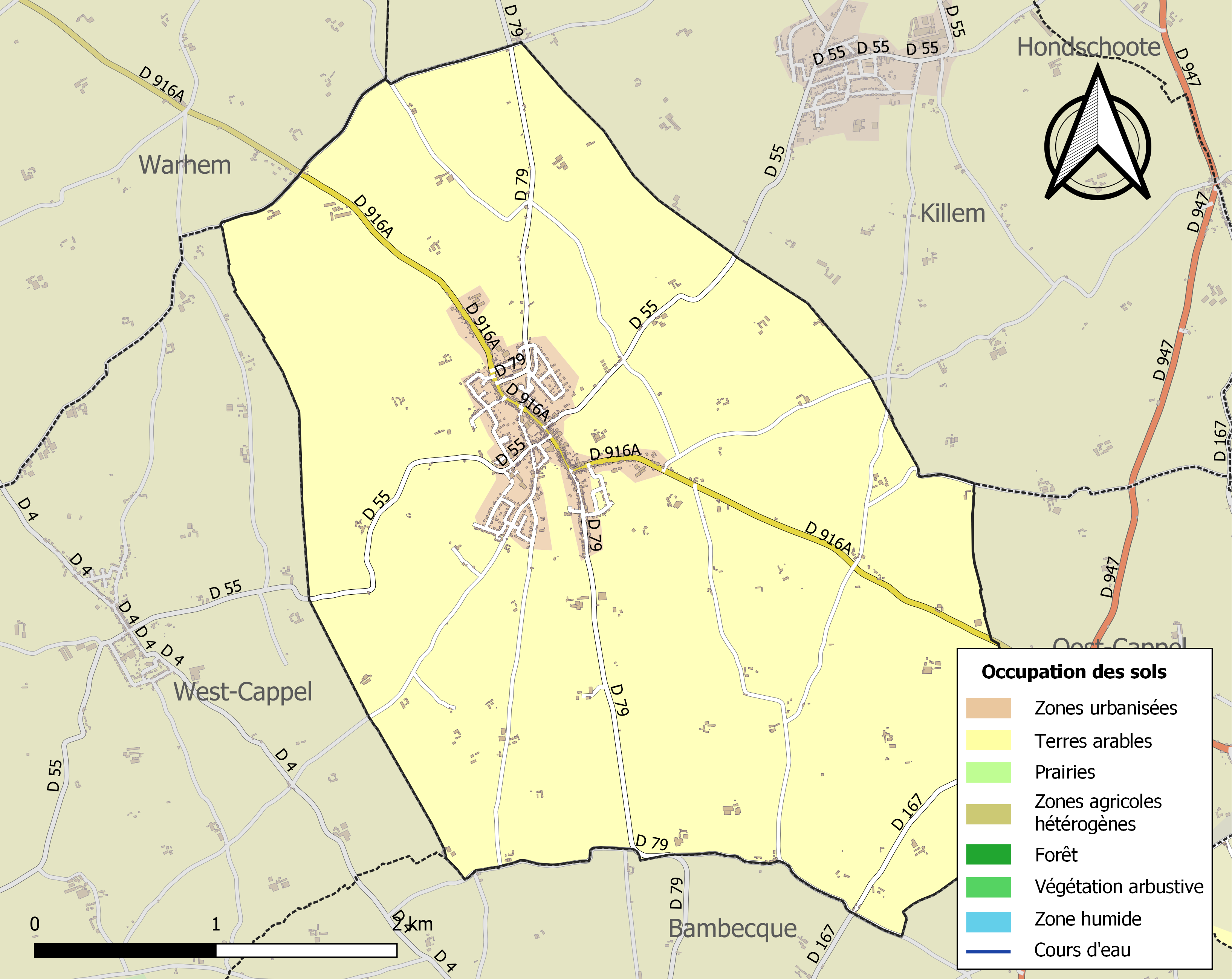
Kaart van de gemeente met belangrijkste infrastructuur, bodemgebruik en omliggende gemeenten

## Bezienswaardigheden
- De Sint-Omaarskerk (Église Saint-Omer), die oorspronkelijk een kapel was uit 1160, maar in 1557 verbouwd werd tot kerk in de vorm van een hallenkerk; net als vele andere kerken in de streek.
- Het Kasteel Bouly de Lesdain, het hoofdkwartier van generaal François Anthoine in 1917 tijdens de Eerste Wereldoorlog, en zijn residentie.
- Het Pottenbakkershuis waar Heinrich Wilhelm von Freytag gevangen gehouden werd tijdens de Slag bij Hondschote van 1793
- Einde 19e eeuw bezat Rekspoede nog vier windmolens. Deze zijn alle verdwenen.
- Op de gemeentelijke begraafplaats van Rekspoede bevinden zich meer dan 30 Britse oorlogsgraven uit de Tweede Wereldoorlog.

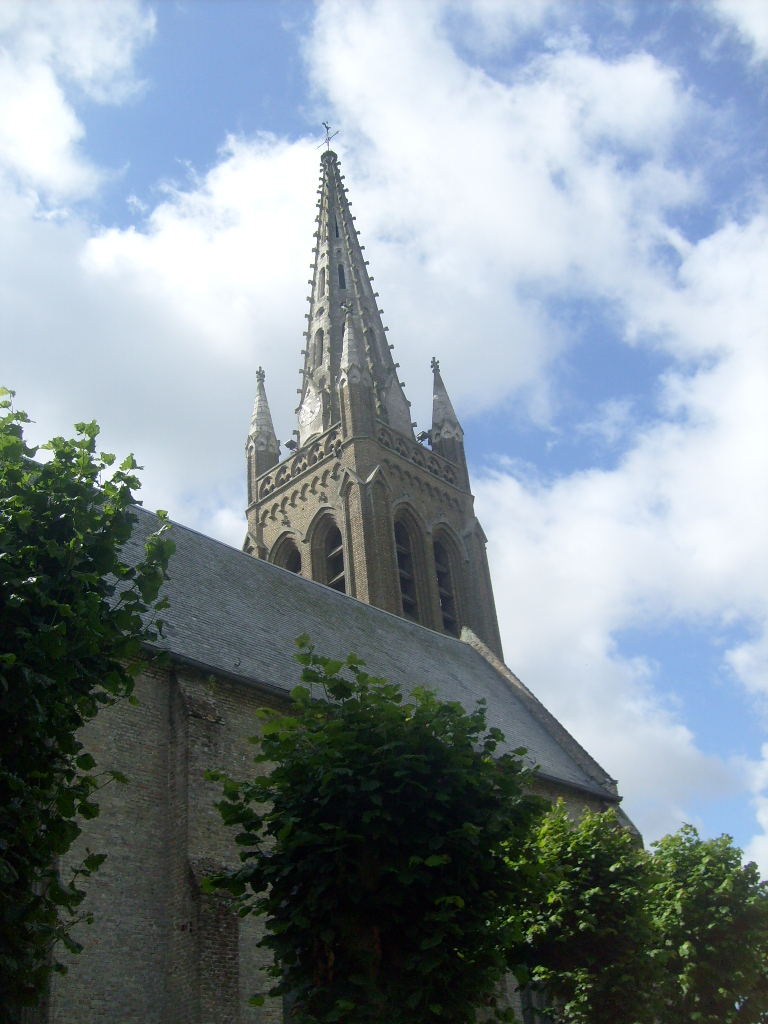
De Sint-Omaarskerk van Rekspoede
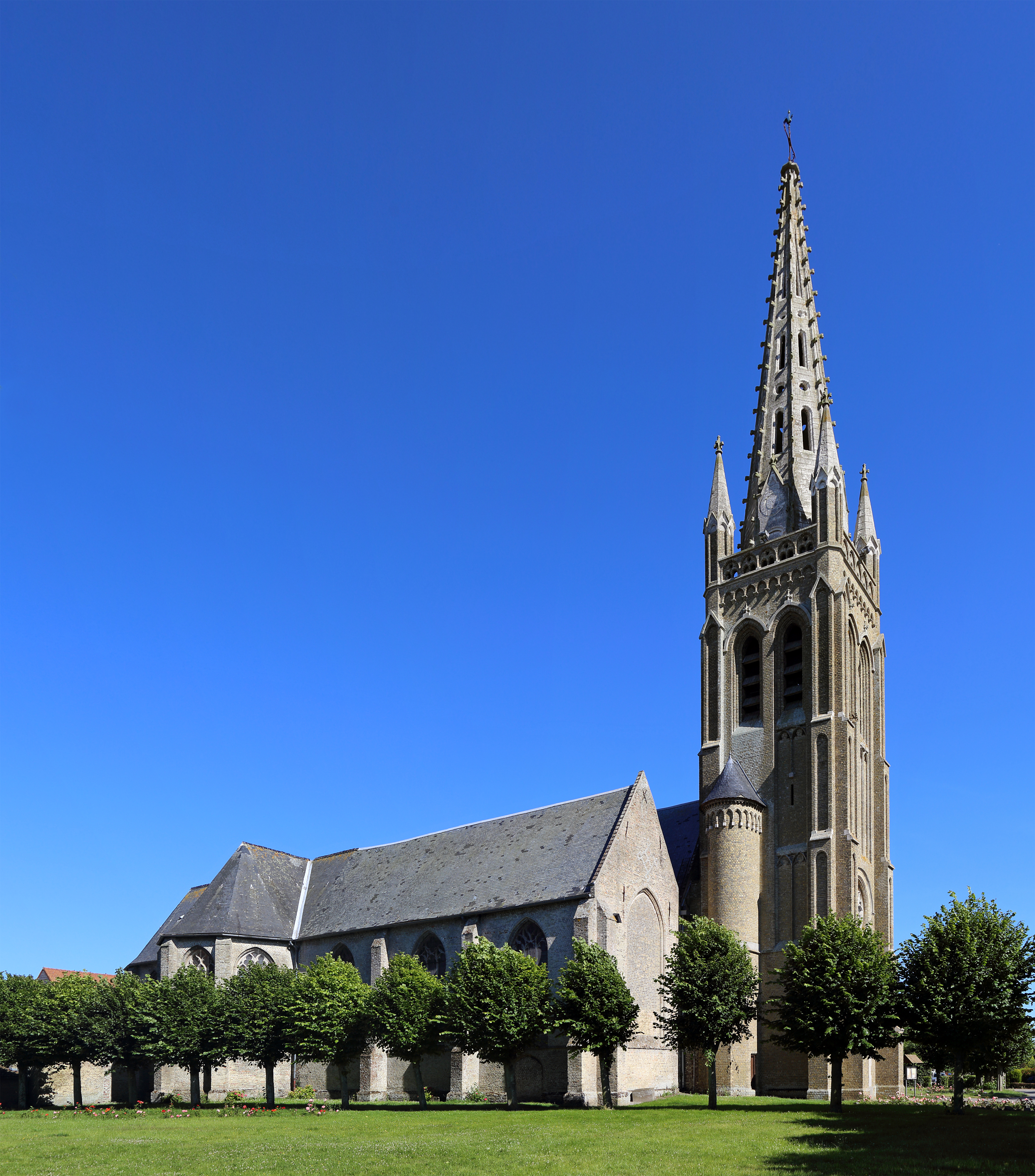
De Sint-Omaarskerk van Rekspoede

## Natuur en landschap
Rekspoede bevindt zich in het Franse Houtland op een hoogte van ongeveer 20 meter. Zo ligt het op een rug tussen het dal van de IJzer in het zuiden en het Blootland (zeepoldergebied) in het noorden.

## Demografie
Onderstaande figuur toont het verloop van het inwonertal (bron: INSEE-tellingen).

## Nabijgelegen kernen
Killem, Oostkappel, Bambeke, Westkappel, Sint-Winoksbergen, Warrem